# 法戈鎮區 (堪薩斯州蘇厄德縣)
法戈鎮區（英語：Fargo Township）是位於美國堪薩斯州蘇厄德縣的一個行政鎮區。

## 地方資料
法戈鎮區的面積為571.50平方千米，當中陸地面積為569.82平方千米，而水域面積為1.68平方千米。根據2010年美國人口普查的數據，當地共有人口1563人，而人口密度為每平方千米2.73人。

## 外部連結
- US-Counties.com
- City-Data.com （页面存档备份，存于）